# Ángel Rodríguez
Ángel Leonardo Rodríguez Güelmo (nascido em 2 de dezembro de 1992) é um futebolista uruguaio que joga como meia-campo pelo Peñarol.

## Carreira
Rodríguez começou sua carreira em 2013 com o River Plate de Montevidéu, onde ele jogou por três temporadas.

## Vida pessoal
Ele é o irmão gêmeo da atleta e modelo Déborah Rodríguez e filho do ex jogador Elio Rodríguez.